# Sewernoje (Orenburg)
Sewernoje (russisch Се́верное) ist ein Dorf (selo) in der Oblast Orenburg in Russland mit 4424 Einwohnern (Stand 14. Oktober 2010).

## Geographie

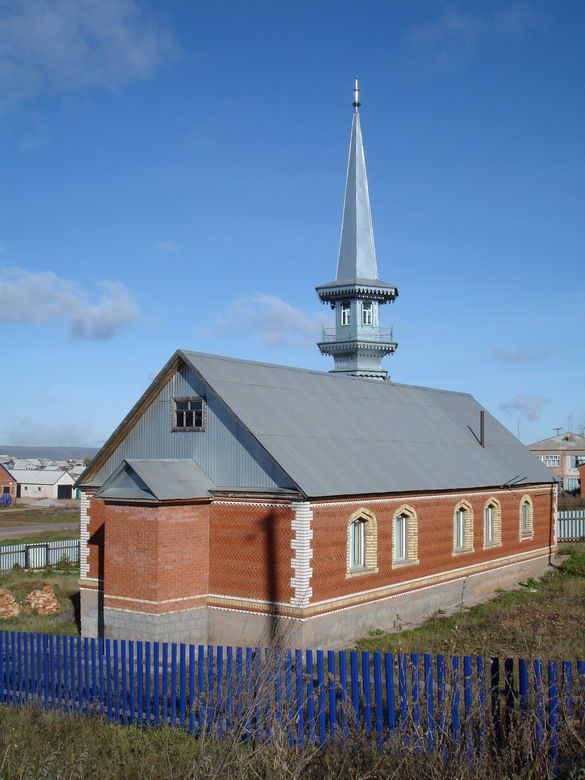
Moschee in Sewernoje

Der Ort liegt etwa 300 km Luftlinie nordwestlich des Oblastverwaltungszentrums Orenburg im südlichen Teil der Bugulma-Belebeier Höhen. Die nächstgelegene größere Stadt ist Buguruslan, etwa 50 km südlich. Sewernoje befindet sich am Bach Karmalka, einige Kilometer vom linken Ufer des linken Wolga-Nebenflusses Sok entfernt.
Das Dorf ist Verwaltungszentrum des Rajons Sewerny sowie Sitz der Landgemeinde (selskoje posselenije) Sewerny selsowet, zu der weiterhin die Dörfer Bobrowka (8 km östlich), Bogdanowka (7 km nordöstlich), Rasdolje (11 km nordöstlich) und Sokowka (5 km nordwestlich) sowie die Siedlung Sawrusch (4 km südlich) gehören.

## Geschichte
Der Ort wurde in den 1740er-Jahren von Mordwinen unter dem Namen Sok-Karmala gegründet. In der zweiten Hälfte des 18. Jahrhunderts wurde er Kirchdorf und gehörte in Folge als Sitz einer Wolost zum Ujesd Buguruslan des Gouvernements Samara.
Mit der Bildung der Oblast Orenburg am 7. Dezember 1934 wurde Sok-Karmala dieser zugeordnet und Verwaltungssitz des neu geschaffenen, nach ihm benannten Sok-Karmalinski rajon. Im Rahmen der Rückbenennung der ab 1938 als Oblast Tschkalow bezeichneten Oblast Orenburg 1957 erhielten Sok-Karmala und der Rajon ihre heutigen Namen, von russisch sewer für ‚Norden‘, mit Bezug zu ihrer Lage im äußersten Norden der Oblast.

### Bevölkerungsentwicklung
| Jahr | Einwohner |
| ---- | --------- |
| 1897 | 1656      |
| 1939 | 2162      |
| 1959 | 1667      |
| 1970 | 2223      |
| 1979 | 2934      |
| 1989 | 4078      |
| 2002 | 4721      |
| 2010 | 4424      |

Anmerkung: Volkszählungsdaten

## Verkehr
Einige Kilometer nördlich von Sewernoje verläuft die föderale Fernstraße M5 Ural (Teil der Europastraße 30) von Moskau über Samara nach Tscheljabinsk. Diese wird dort von der durch den Ort führenden Regionalstraße Bugulma – Buguruslan – Busuluk – Grenze zu Kasachstan (Richtung Oral) gekreuzt (ehemals R246, auf diesem Abschnitt heute 53K-2801).
Die nächstgelegenen Bahnstationen sind etwa 25 km nördlich Dymka an der Strecke Insa – Uljanowsk – Tschischmy (– Ufa) sowie 50 km südlich Buguruslan an der Südroute der Transsibirischen Eisenbahn (Abschnitt Samara – Ufa – Tscheljabinsk).

## Söhne und Töchter des Ortes
- Sergei Bogdantschikow (* 1957 im heutigen Gemeindeteil Bogdanowka), Manager